# Teggiano
Teggiano község (comune) Olaszország Campania régiójában, Salerno megyében.

## Fekvése
A megye keleti részén fekszik. Határai: Atena Lucana, Corleto Monforte, Monte San Giacomo, Piaggine, Sacco, Sala Consilina, San Pietro al Tanagro, San Rufo, Sant’Arsenio és Sassano.

## Története
Alapítására vonatkozóan nincsenek pontos adatok, valószínűleg a longobárdok idejében épült ki (9-10. század) egy ókori, római település helyén. A következő századokban nemesi birtok volt. A 19. században nyerte el önállóságát, amikor a Nápolyi Királyságban felszámolták a feudalizmust.

## Népessége
A népesség számának alakulása:

## Főbb látnivalói
- Castello di Teggiano
- Sant'Andrea-templom
- San Pietro-templom
- San Francesco-templom
- katedrális